# Oberaarhorn
L'Oberaarhorn (3.631 m s.l.m.) è una montagna delle Alpi Bernesi che si trova a cavallo del Canton Berna e del Canton Vallese.

## Descrizione
Orograficamente si trova ad est del più alto e più importante Finsteraarhorn. Dal versante del Canton Berna la montagna domina il lago di Oberaar.